# Club de Fútbol Barcelona 1969-1970

## Rosa
| N. |                   | Ruolo | Calciatore          |
| -- | ----------------- | ----- | ------------------- |
|    | Spagna (bandiera) | P     | Miguel Reina        |
|    | Spagna (bandiera) | P     | Salvador Sadurní    |
|    | Spagna (bandiera) | D     | Antoni Torres       |
|    | Spagna (bandiera) | D     | Gallego             |
|    | Spagna (bandiera) | D     | Eladio              |
|    | Spagna (bandiera) | D     | Joaquim Rifé        |
|    | Spagna (bandiera) | D     | Francisco Romea     |
|    | Spagna (bandiera) | D     | Josep Franch Xargay |
|    | Spagna (bandiera) | D     | José Sanjuan Ibánez |
|    | Spagna (bandiera) | C     | Marcial             |
|    | Spagna (bandiera) | C     | Pedro María Zabalza |
|    | Spagna (bandiera) | C     | Santiago Castro     |

| N. |                   | Ruolo | Calciatore              |
| -- | ----------------- | ----- | ----------------------- |
|    | Spagna (bandiera) | C     | Josep Fusté             |
|    | Spagna (bandiera) | C     | Juan Carlos Pérez López |
|    | Spagna (bandiera) | C     | Narcís Martí Filosia    |
|    | Spagna (bandiera) | C     | Ramoní                  |
|    | Spagna (bandiera) | C     | Pau Garcia Castany      |
|    | Spagna (bandiera) | A     | Carles Rexach           |
|    | Spagna (bandiera) | A     | José Antonio Zaldúa     |
|    | Spagna (bandiera) | A     | Ramón Alfonseda         |
|    | Spagna (bandiera) | A     | Lluís Pujol             |
|    | Spagna (bandiera) | A     | Carlos Pellicer Vázquez |
|    | Spagna (bandiera) | A     | Miguel Ángel Bustillo   |

### Staff tecnico
- Allenatore:  Salvador Artigas, poi dalla 6ª giornata  Josep Seguer, poi dalla 16ª giornata  Vic Buckingham